# 扎希爾齊 (特諾皮爾州)
49°56′14″N 26°7′27″E / 49.93722°N 26.12417°E

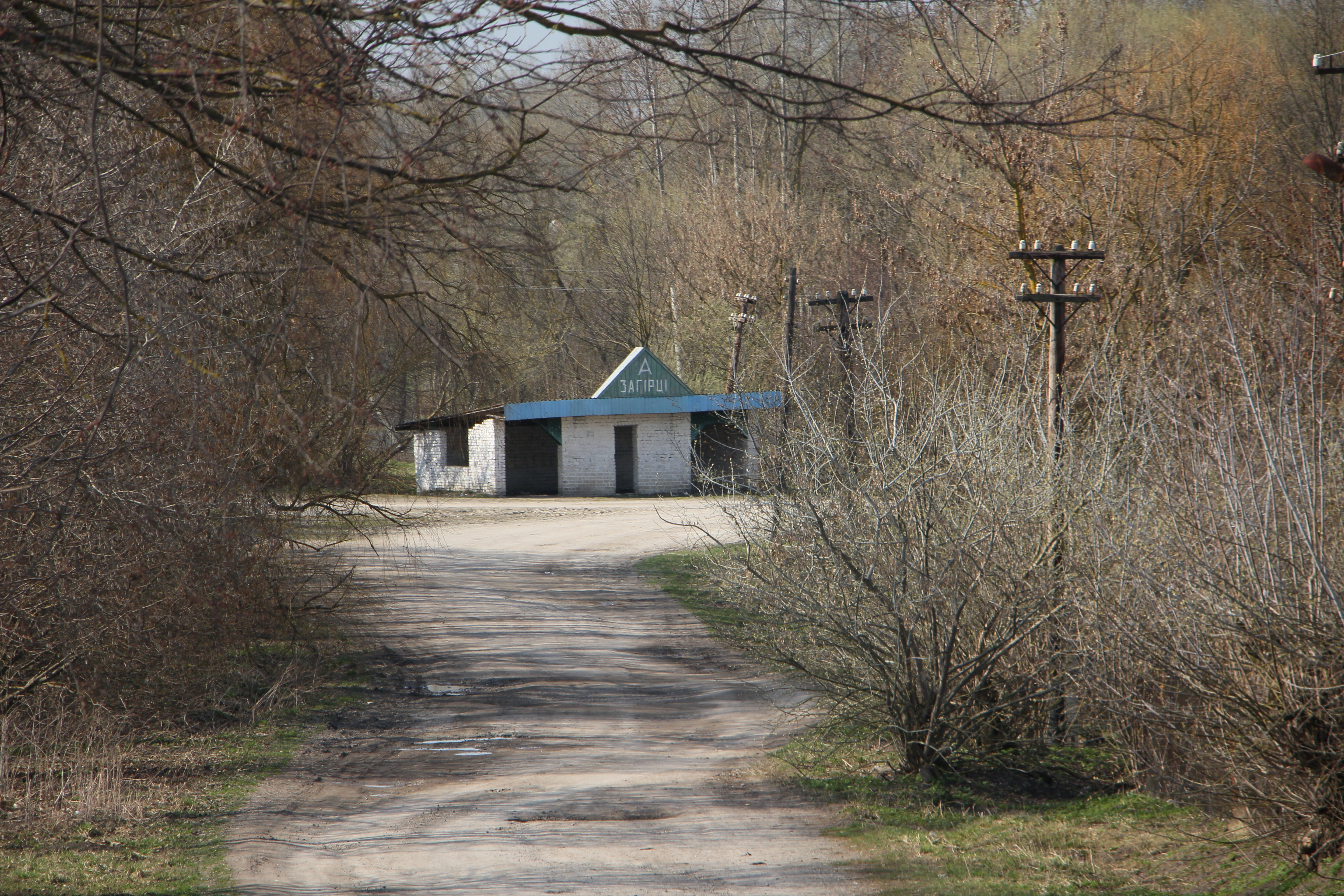

扎希爾齊（羅馬化：Zahirtsi）是烏克蘭的村落，位於該國西部捷爾諾波爾州，由克列梅涅茨區負責管轄，始建於1754年，面積0.2平方公里，2001年人口496，人口密度每平方公里2.48人。